# Пяндзький район
Па́ндзький район (Пяндзький район, Пянджський район; тадж. Ноҳияи Панҷ) — адміністративний район у складі Хатлонської області Таджикистану. Центр — селище Пяндж, розташоване за 206 км від Душанбе.
Район називається на честь річки Пяндж (у таджиків Пандж), що протікає районом. Вона одночасно є і державним кордоном між Афганістаном та Таджикистаном.
Населення — 12150 осіб (1929).

## Географія
На заході межує з Кумсангірським, на сході — з Фархорським, на півночі — з Румійським районами Хатлонської області, на півдні має кордон з Афганістаном.
На сході знаходяться південні відроги нагір'я Хазратішох, на заході — родюча долина річки Пяндж.
Клімат району різко континентальний. Немає чітких розмежувань сезонів. Зима м'яка, коротка, з додатними температурами. Пересічні температури січня-лютого складають +10…+15 °C. Навесні проходять значні дощі на фоні помірних температур. Літо сухе та спекотне, пересічні температури складають +35…+37 °C. Максимум становить +50 °C. Осінь настає у кінці жовтня, збільшується хмарність. Температури знижуються, стає прохолодно. Повітряні маси з Індійського океану можуть приносити невеликі порції вологого повітря. За рік у районі випадає всього 120—210 мм опадів.
Район лежить у напівпустельній природній зоні. Через велику сухість повітря, малу кількість опадів та високі літні температури повітря рослинний світ дуже бідний.

## Адміністративний поділ
Адміністративно район поділяється на селище Пандж та 5 джамоатів, до складу яких входять:
| Район                             | Площа, км² | Населення, осіб (2008) | Центр     | Населені пункти |
| --------------------------------- | ---------- | ---------------------- | --------- | --------------- |
| селище Пандж                      | -          | 7917                   | Пандж     | 1 селище        |
| імені Кабута Сайфутдінова джамоат | -          | 16390                  | Араб      | 12 сіл          |
| Мехварський джамоат               | -          | 13570                  | Кулдоман  | 13 сіл          |
| Намунський джамоат                | -          | 15178                  | Намуна    | 15 сіл          |
| Нурі-Вахдатський джамоат          | -          | 10119                  | Туґул     | 5 сіл           |
| Озодаґонський джамоат             | -          | 15524                  | Сармантой | 11 сіл          |

## Історія
Територія району була заселена з древніх часів, в давнину регіон називався Бактрією, у якому проживали іраномовні народи. Пізніше територія входила до складу перської імперії Ахеменідів, яку у 4 столітті до нашої ери завоював Олександр Македонський. Пізніше тут виникло Греко-Бактрійське царство, яке ще пізніше зникло під тиском сусідніх держав. У 8-9 століттях до регіону потрапив іслам. З 17 століття територією володіли Бухарські еміри.
До 1920 року район існував як Сарай-Камарський амлок Кургантюбинського бекства Бухарського емірату. Потім до 1924 року тут існував Сарай-Камарський туман Кургантюбинського вілояту Бухарської НРР, до 1927 року — у складі Таджицької АРСР, до 1929 року — вілоят був ліквідований і туман знаходився напряму у складі Таджицької АРСР. 16 жовтня 1929 року туман був перетворений у Сарай-Камарський район Кургантюбинського округу Таджицької РСР з центром у селі Сарай-Камар. На той час площа району становила 383 км², він складався з 3 сільрад, до складу яких входили 33 населених пункти.
29 серпня 1930 року округ був ліквідований і район напряму перейшов до складу республіки. 1931 року район був перейменований у Бауманабадський, з 27 жовтня 1939 року — в Кіровабадський район Сталінабадської області з центром у смт Кіровабад. Станом на 1941 рік площа району становила 1200 км², він складався з 3 сільрад та 2 селищ (Кіровабад та Кіров). 7 січня 1944 року район увійшов до складу Кургантюбинської області, а 27 січня 1947 року знову у складі Сталінабадської області. З 10 квітня 1951 року район знову був у прямому підпорядкуванні Таджицької РСР.
1963 року район був перейменований у Пяндзький, 29 грудня 1973 року він увійшов до складу Кулябської області. 6 грудня 1979 року район відійшов до складу Кургантюбинської області, 8 вересня 1988 року — до складу Хатлонської області, 1990 року — повернувся до складу Кургантюбинської області. 9 вересня 1991 року, після здобуття Таджикистаном незалежності, район отримав сучасну назву, з 2 грудня 1992 року — у складі Хатлонської області.